# Institut za uporedno pravo
Institut za uporedno pravo je ustanova za istraživanje u oblasti komparativnog prava. Ima preko 60 godina kontinuiranog i stoga je jedna od najstarijih institucija za ova istraživanja na svetu. Pored rada na ovom polju doprinosi i pravu kao i modernom zakonodavstvu. Delokrug je Srbija odnosno zapadni Balkan. Institut se nalazi u objektu sagrađenom 1883. godine, arhitekte Svetozara Ivačkovića; zdanje je 1965. godine Odlukom Vlade Republike Srbije proglašeno za spomenik kulture.

## Opis
Ustanova se primarno bavi uporednopravnim istraživanjem. Cilj je kritička analiza i predstavljanje zakonodavnih rešenja. Takođe izdaju i novine iz međunarodnog prava. Deluju uglavnom u Srbiji i drugim zemljama zapadnog Balkana.
IUP učestvuje u projektu Ministarstva prosvete, nauke i tehnološkog razvoja Republike Srbije: Program osnovnih istraživanja. Zapošljava oko 30 istraživača i administrativnih radnika. Saradnici ustanove su se usavršavali na prestižnim svetskim univerzitetima, među kojima su Harvard, Berkli, Oksford, Univerzitet u Friburgu, Evropski univerzitetski centar u Nansiju, Londonska škola ekonomije i prava (LSE) itd.

### Istorijat
Institut za uporedno pravo osnovan je uredbom Saveznog izvršnog veća 1955. godine. Istu je potpisao tadašnji predsednik FNRJ Josip Broz Tito. Započeo je sa radom 1. januara 1956. godine. Do tada nije bilo ustanova ovog tipa, a po istom modelu osnovani su instituti za uporedno pravo u Švajcarskoj i u Japanu.
Uporednopravna istraživanja su bila na vrhuncu sredinom 1950-ih, nakon čega je jačanje Evropske zajednice i drugih organizacija uticalo na jačanje unilateralnog prava u zapadnoj Evropi.
IUP je povodom 60. godišnjice odlikovan Zlatnom medaljom za izuzetne zasluge u razvoju pravne nauke (na Sretenje 2016. g., tokom obeležavanja Dana državnosti Republike Srbije). Dobio je i Orden zasluga za narod sa srebrnim vencem, a osnivač i prvi direktor (profesor dr Borislav Blagojević) odlikovan je Ordenom Republike sa zlatnim vencem. Prvi saradnici Blagojevića (dr Vida Čok, dr Miodrag Janjić, dr Marija Toroman i dr Jelena Vilus) odlikovani su Ordenom rada sa zlatnim vencem.

### Osnivači i direktori
Osnivač i dugogodišnji direktor IUP, od 1956. do 1978. godine, bio je dr Borislav Blagojević, redovni profesor i rektor Univeziteta u Beogradu.
Trajan pečat na rad IUP ostavio je i dr Vladimir Jovanović, koji je bio direktor u periodu 1979—1993. godine, redovni profesor Pravnog fakulteta u Beogradu.
Direktor od 1993. do 1997. godine bio je profesor dr Milorad Josipović, redovni profesor Univerziteta u Novom Sadu; od 1997. do 2001. dr Oliver Antić, redovni profesor i dekan Pravnog fakulteta u Begradu; od 2001. do 2007. dr Vesna Rakić Vodinelić, vanredna profesorka Pravnog fakulteta u Beogradu i redovna profesorka i dekanka Pravnog fakulteta Univerziteta UNION u Beogradu.
Tokom 2007. godine direktorka IUP bila je dr Vesna Besarović, redovna profesorka Pravnog fakulteta u Beogradu.
Direktor IUP od 2007. do 2016. godine bio je dr Jovan Ćirić, naučni savetnik i sudija Ustavnog suda.
Od 2016. godine direktor IUP je dr Vladimir Čolović, naučni savetnik.

### Partneri
IUP sarađuje sa mnogobrojnim ustanovama. Među njima su Instituti za evropske studije, za spoljnu trgovinu, kriminološka i sociološka istraživanja te za društvene nauke; Pravni fakulteti u Beogradu, Novom Sadu, Kragujevcu i Osijeku, Beogradski centar za ljudska prava, Univerzitet Singidunum, Srpsko sociološko društvo, Filozofski fakultet u Novom Sadu, Grad Novi Sad i dr.
Ima i povremenu saradnju sa drugim srodnim institucijama i nevladinim organizacijama u Srbiji, te stalnu ili povremenu sa stranim partnerima kao što su „Centre Européen Universitaire de Nancy” (Francuska), „Institute for Federalism” (Fribur, Švajcarska), ’Europe Institute (Cirih, Švajcarska).
Od 2001. godine IUP podržavaju organizacije kao što je Ministarstvo prosvete, nauke i tehnološkog razvoja Republike Srbije, Ministarstvo kulture Republike Srbije, „Swiss Agency for Development and Cooperation”, USAID, Državna lutrija Srbije, Savet Evrope...

## Zgrada
Institut se nalazi u objektu podignutom 1882. i 1883. godine, na obodnom bloku beogradskih Terazija (graniči se sa dvorskim kompleksom u Ulici Kralja Milana). Arhitekta je bio Svetozar Ivačković, sa svojim pomoćnikom Jovanom Subotićem. Dvonamenska palata je prvobitno izgrađena za Ministarstvo pravde Kraljevine Srbije i Upravu kvarta terazijskog. Po arhitektonskom i kulturno-istorijskom značaju izdvaja se među administrativnim zdanjima srpske prestonice. Spada u prve reprezentativne javne objekte podignute u Kraljevini Srbiji i među malobrojne sačuvane iz prosperitetnog perioda razvoja njene državne uprave.
Prostorije IUP nalaze se u dvorišnom delu zgrade iza reprezentativnog i arhitektonski značajnog zdanja u centru Beograda, na Terazijama, na broju 41. Zgrada je 1965. godine proglašena za spomenik kulture, a zatim i za kulturno dobro od velikog značaja.
O delu Ivačkovića i Subotića pisano je u istoriografiji nacionalne arhitekture, sa pozitivnim osvrtom. Napomenuto je da spada u „najlepše građevine svoje epohe”, „najlepše primerke modernizovane renesanse u srpskoj arhitekturi XIX veka”, i da predstavlja „kapitalno delo profane arhitekture Svetozara Ivačkovića i najverovatnije najreprezentativnije delo Jovana Subotića”.

## Biblioteka
Biblioteka IUP ima preko 24.000 knjiga. Razmenom i na druge načine fond je obogaćen za oko 200 časopisa. Zastupljene su sve pravne oblasti (teorija i filozofija prava, međunarodno javno i privatno pravo, uporedno pravo, građansko pravo, kao i građanski sudski postupak, ustavno i upravno pravo, socijalna zaštita i osiguranje). Fond novijih izdanja iz krivičnog prava je siromašniji jer je IUP 1962. ustupio sve knjige (592) i časopise (15) iz ove oblasti Institutu za kriminološka i kriminalistička istraživanja.
Osim pravne literature postoji i znatan broj knjiga iz oblasti bliskih pravnim naukama (npr. sociologija, politikologija, kultura, religija i sl.). Sačuvana su izdanja u raznim formatima (leksikon, enciklopedija, rečnik i drugi priručnici), te naučni i stručni časopisi uglavnom iz inostranstva.
Do 1990-ih su preuzimani časopisi i službeni glasnici iz 30 država, ali IUP posle toga nije imao dovoljno novca za redovno pretplaćivanje ili pristupanje. Najznačajnije publikacije su dostupne u elektronskom obliku.

## Publikacije
IUP ima tradiciju izdavanja monografija, zbornika i drugih publikacija, koje su doprinele pravnoj nauci u Srbiji. Ima više od 300 objavljenih monografija i tematskih zbornika, a neki relevantniji su „Uvod u pravo Sjedinjenih Američkih Država”, „Uvod u pravo Nemačke”, „Haški tribunal”, „Elementarne nepogode — vanredne situacije”, „OEBS — 40 godina završnog akta iz Helsinkija”; tu su i dva važna zbornika radova: jedan povodom 100 godina od Prvog svetskog rata, a drugi pod naslovom „Religija — politika — pravo”.
Institut je u domaćim i međunarodnim naučnim krugovima poznat i po značajnom časopisu Strani pravni život, koji izlazi duže od 60 godina i od važnog je nacionalnog značaja.
Većina dela je dostupna elektronskom obliku.

### Strani pravni život
Strani pravni život je naučni časopis koji izlazi od 1956. godine, godišnje se objavljuju 4 broja (3 na srpskom i 1 na engleskom). Članci se odnose na uporedno pravo i sudsku praksu, odnosno na prava, zakonodavstva i praksu drugih zemalja. Časopis ima kategoriju M51 i spada u naučne časopise od izuzetnog nacionalnog značaja.
Glavni i odgovorni urednik je dr Nataša Mrvić Petrović, a članovi redakcije profesori i drugi stručnjaci iz zemlje i inostranstva. Svaki članak, kao i drugi prilog, prolazi kroz postupak dvostruke anonimne recenzije.

## Spoljašnje veze
- Zvanični veb-sajt
- Strani pravni život
- Institut za uporedno pravo - Partnerstvo za razvoj na sajtu
- The Institute of Comparative Law - Partner for development na sajtu
- TRV VK - Nove priče na sajtu
- RTS Program za dijasporu - Srbija na vezi na sajtu
- Politika — „Eho jasenovačkih žrtava”
- Politika — „Napredovanje u nauci — dođi juče!”
- Politika — „Stepinac na pogrešnoj strani istorije”